# رودخانه‌های سرخ ۲: فرشتگان آخرالزمان
رودخانه‌های سرخ ۲: فرشتگان آخرالزمان (انگلیسی: Crimson Rivers II: Angels of the Apocalypse) یک فیلم در ژانر مهیج و اکشن به کارگردانی الیویه داهان است که در سال ۲۰۰۴ منتشر شد.

## بازیگران
- ژان رنو
- بونوآ ماژیمل
- کریستوفر لی
- جانی هالیدی
- سیریل رافائلی
- فرانسیس رنو
- میکائل ابیبول
- میلن ژامپانوی
- اریک ابوآنی
- سرژ ریابوکین